# Bythinella pupoides
Bythinella pupoides là một loài ốc nước ngọt rất nhỏ, là động vật thân mềm chân bụng sống dưới nước trong họ Amnicolidae. Loài này có ở Pháp và Thụy Sĩ.